# Nowaja Malykla
Nowaja Malykla (russisch Но́вая Малыкла́) ist ein Dorf (selo) in der Oblast Uljanowsk in Russland mit 3273 Einwohnern (Stand 14. Oktober 2010).

## Geographie
Der Ort liegt 100 km Luftlinie östlich des Oblastverwaltungszentrums Uljanowsk und 20 km östlich der Großstadt Dimitrowgrad. Er ist etwa 10 km vom linken Ufer des Flusses Großer Tscheremschan (Bolschoi Tscheremschan) entfernt, der unterhalb von Dimitrowgrad von links in den Kuibyschewer Stausee der Wolga mündet.
Nowaja Malykla ist Verwaltungssitz des Rajons Nowomalyklinski sowie Sitz der Landgemeinde Nowomalyklinskoje selskoje posselenije, zu der außerdem die drei Dörfer Alexandrowka (12 km südöstlich), Etschkajun (15 km ostsüdöstlich) und Staraja Kulikowka (4 km nordöstlich) sowie die sieben Siedlungen (possjolok) Amirowka (15 km ostsüdöstlich), Batkak (15 km südöstlich), Gimranowka (13 km südöstlich), Nischnjaja Tjugalbuga (17 km östlich), Nowy Santimir (16 km ostsüdöstlich), Stanzija Jakuschka (10 km östlich) und bei der Bahnstation (rasjesd) Amirowka (15 km östlich, keine ständigen Einwohner) gehören.
Die ethnische Zusammensetzung der Bevölkerung des Rajons und seines Verwaltungssitzes ist gemischt: jeweils ein knappes Drittel sind Russen und Tataren, je ein knappes Fünftel Mordwinen und Tschuwaschen.

## Geschichte
Das Dorf wurde 1744 von Umsiedlern aus dem 7 km nordwestlich gelegenen Dorf Malykla gegründet, dessen Name von der tatarischen Bezeichnung des dortigen Flüsschens abgeleitet ist, russifiziert heute Malykolka. Der Name des neuen Dorfes bedeutet entsprechend „Neu-Malykla“, während das ursprüngliche seither Staraja Malykla („Alt-Malykla“) heißt. Ab 1780 gehörten beide Dörfer zum Ujesd Stawropol (heute Toljatti) als Teil der Statthalterschaft Simbirsk (heute Uljanowsk), ab 1796 des Gouvernements Simbirsk. 1851 wurde der Ujesd an das neugebildete Gouvernement Samara abgegeben. Nowaja Malykla wurde im 19. Jahrhundert Sitz einer Wolost, die am 16. April 1919 zum neugebildeten Ujesd Melekess (heute Dimitrowgrad) kam.
1935 wurde das Dorf Verwaltungssitz eines nach ihm benannten Rajons. Am 1. Februar 1963 wurde der Rajon vorübergehend aufgelöst und sein Territorium dem benachbarten Melekesski rajon angegliedert; aber bereits am 12. Januar 1965 wurde er neu ausgewiesen.

### Bevölkerungsentwicklung
| Jahr | Einwohner |
| ---- | --------- |
| 1897 | 1996      |
| 1939 | 2136      |
| 1959 | 1933      |
| 1970 | 2370      |
| 1979 | 2908      |
| 1989 | 3230      |
| 2002 | 3321      |
| 2010 | 3273      |

Anmerkung: Volkszählungsdaten

## Verkehr
Nowaja Malykla ist über die Regionalstraße 73K-1436 an die 7 km südwestlich vorbeiführende 73R-158 (ehemals Teil der föderalen Fernstraße R158) angebunden, die Uljanowsk über Dimitrowgrad – auf dem Territorium der benachbarten Oblast Samara als 36R-170 – mit der föderalen Fernstraße M5 Ural zwischen Toljatti und Samara verbindet. Vom Dorf nach Nordosten führt die 73-227N-010 zur 9 km entfernten 73K-240, die nach Norden zur Grenze der Republik Tatarstan verläuft, dort weiter als 16K-0191 über Basarnyje Mataki nach Alexejewskoje. 
Im Ort befindet sich die Station Malykla an Eisenbahnstrecke Insa – Uljanowsk – Tschischmy (– Ufa; Streckenkilometer 1007, Zählung ab Moskau).